# フランシスコ・ジェジーノ・アバンジ
シコン (Chicão) こと、フランシスコ・ジェジーノ・アバンジ（Francisco Jesuíno Avanzi, 1949年1月30日 - 2008年10月8日）は、ブラジル・サンパウロ州出身の元同国代表サッカー選手。

## 経歴

### クラブ
1968年に地元ピラシカーバのキンゼ・デ・ピラシカーバでデビューすると、その後、幾つかのクラブでプレーした後、1973年からは、名門サンパウロFCへ移籍し、6年間プレーした。

### 代表
代表では、キャリアを通じて9試合に出場した。また、1978 FIFAワールドカップに出場し、控えとしてチームの3位入賞に貢献した。

## 所属クラブ
- 1968年  ECキンゼ・デ・ノヴェンブロ (ピラシカーバ)
- 1968年  ウニオン・アグリーコラ・バルバレンセFC
- 1969年 - 1970年  ECキンゼ・デ・ノヴェンブロ (ピラシカーバ)
- 1971年  ECサンベント
- 1972年 - 1973年  AAポンチ・プレッタ
- 1973年 - 1979年  サンパウロFC
- 1982年 - 1983年  アトレチコ・ミネイロ
- 1983年 - 1984年  サントスFC
  - 1982年  ロンドリーナEC (期限付き移籍)
- 1983年  ボタフォゴFC (サンパウロ州)
- 1984年  ECコリンチャンス（ポルトガル語版）
- 1984年 - 1986年  モジミリンEC